# Cases bessones al carrer de l'Hospital
Les Cases bessones al carrer de l'Hospital és una obra de Sant Sadurní d'Anoia (Alt Penedès) inclosa a l'Inventari del Patrimoni Arquitectònic de Catalunya.

## Descripció
Es tracta de dues cases bessones entre mitgeres. Fan cantonada i es troben separades pel carrer Narcís Viader. Tenen planta baixa, dos pisos i terrat. Són construccions populars, de composició senzilla, que ofereixen un interès fonamentalment tipològic. S'hi observen reminiscències modernistes.

## Història
Aquests edificis estan situats a l'eix històric que enllaça el nucli antic al voltant de l'església amb la plaça de l'Ajuntament.